# پاسکال‌آرواره
پاسکال‌آرواره (نام علمی: Pascualgnathus) نام یک سرده از راسته ددکمانان است.